# Кавдадыг
Кавдадыг или Кевдадых (азерб. Kavdadıq) — село в административно-территориальном округе села Каралар Губадлинского района Азербайджана. Село расположено между реками Акера и Базарчай.

## История
По данным «Свода статистических данных о населении Закавказского края, извлеченных из посемейных списков 1886 года», в сёлах Кевдадыг 1-й и 2-й Ходжаганского сельского округа Зангезурского уезда Елизаветпольской губернии было в общей сложности 56 дымов и проживало 132 азербайджанца (в источнике — «татарина») суннитского вероисповедания. Население Кевдадыга 1-го являлось владельческими крестьянами, Кевдадыга 2-го — государственными крестьянами.
В ходе Первой карабахской войны, в 1993 году село было занято армянскими вооружёнными силами, и до октября 2020 года находилось под контролем непризнанной НКР. Согласно административно-территориальному делению НКР, село находилось в Кашатагском районе и называлось Каротан. 30 октября 2020 года, в ходе вооружённого конфликта, президент Азербайджана объявил об освобождении села Кавдадыг вооружёнными силами Азербайджана.

## Топонимика
По мнению некоторых исследователей, изначально село называлось Кавдоабдыг, что означало «местечко в горном проходе на стыке рек», и было составлено из персидских слов «кав» (горный проход, перевал) и «доаб» (две речки) и азербайджанского суффикса «-дыг» (вариант суффикса азерб. -lıq, обозначающего местность). Согласно другому мнению, название означает «место для выпаса исхудавших лошадей», и составлено из персидского слова «ковда» (исхудавшая лошадь) и суффикса «-дыг» (вариант азерб. -lıq). Местное население истолковывало название села, как «принадлежавший кендхуде».